# Goodbye Stranger
Goodbye Stranger – utwór brytyjskiej, progresywnej grupy rockowej Supertramp z albumu Breakfast in America, wydany na singlu w 1979 roku.
Brzmienie utworu opiera się głównie na pianinie Wurlitzera, jednak stopniowo pojawiają się kolejne instrumenty. Elektryczne pianino jest wspierane przez gitarę elektryczną i basową. W piosence słychać kilka różnych wokali i charakterystyczne dla grupy, męskie śpiewy falsetem. W 4-tej minucie następuje zmiana melodii na o wiele ostrzejszą i rozpoczyna się dynamiczna solówka gitarowa Rogera Hodgsona, która trwa do końca utworu.
Na teledysku do piosenki członkowie zespołu grają na scenie. Rick Davies gra na pianinie Wulitzera, Roger Hodgson i Dougie Thompson grają na swoich gitarach (Hodgson na elektrycznej a Thompson na basowej), John Helliwell gra na instrumentach klawiszowych, Bob Siebenberg na perkusji.
Utworu użyto w programie telewizyjnym WKRP in Cincinnati w odcinku "Baby, If You Ever Wondered". Znajduje się on także w ścieżce dźwiękowej do filmu Magnolia, razem z utworem "The Logical Song".
Parodia tej piosenki, zatytułowana: "Goodbye, Toby" została zaśpiewana przez Michaela Scotta (w tej roli Steve Carell), w finale czwartego sezonu serialu Biuro.

## Wykonawcy
- Rick Davies – pianino Wurlitzera, organy Hammonda, wokal prowadzący i wspierający
- Roger Hodgson – gitara elektryczna
- John Helliwell – gwizd
- Bob Siebenberg – perkusja
- Dougie Thomson – gitara basowa